# Dreihörnige Levkoje
Die Dreihörnige Levkoje (Matthiola tricuspidata) ist eine Pflanzenart aus der Gattung Levkojen (Matthiola) innerhalb der Familie der Kreuzblütengewächse (Brassicaceae).

## Beschreibung

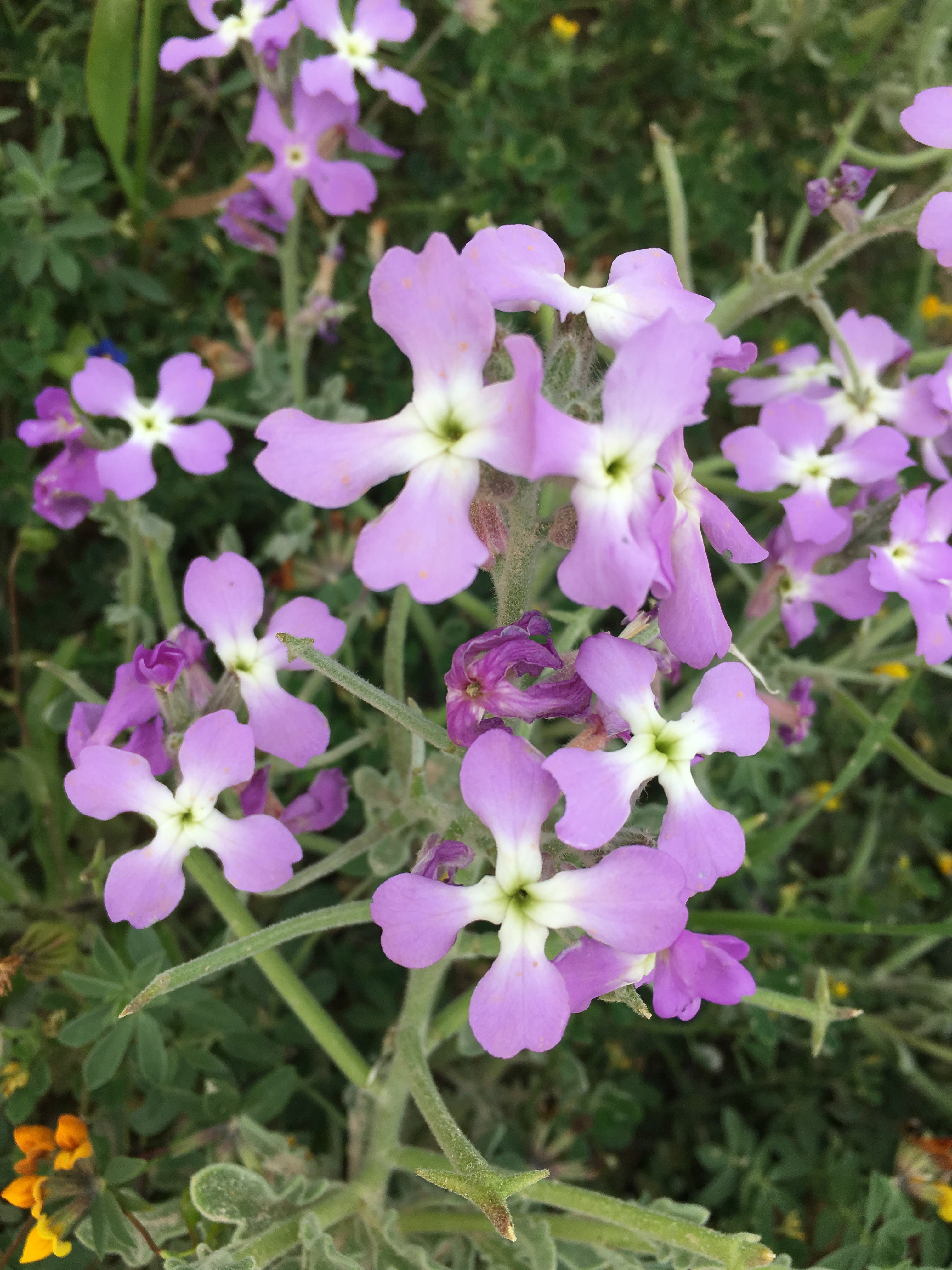
Blütenstand mit Schoten, die drei Hörner sind deutlich erkennbar.

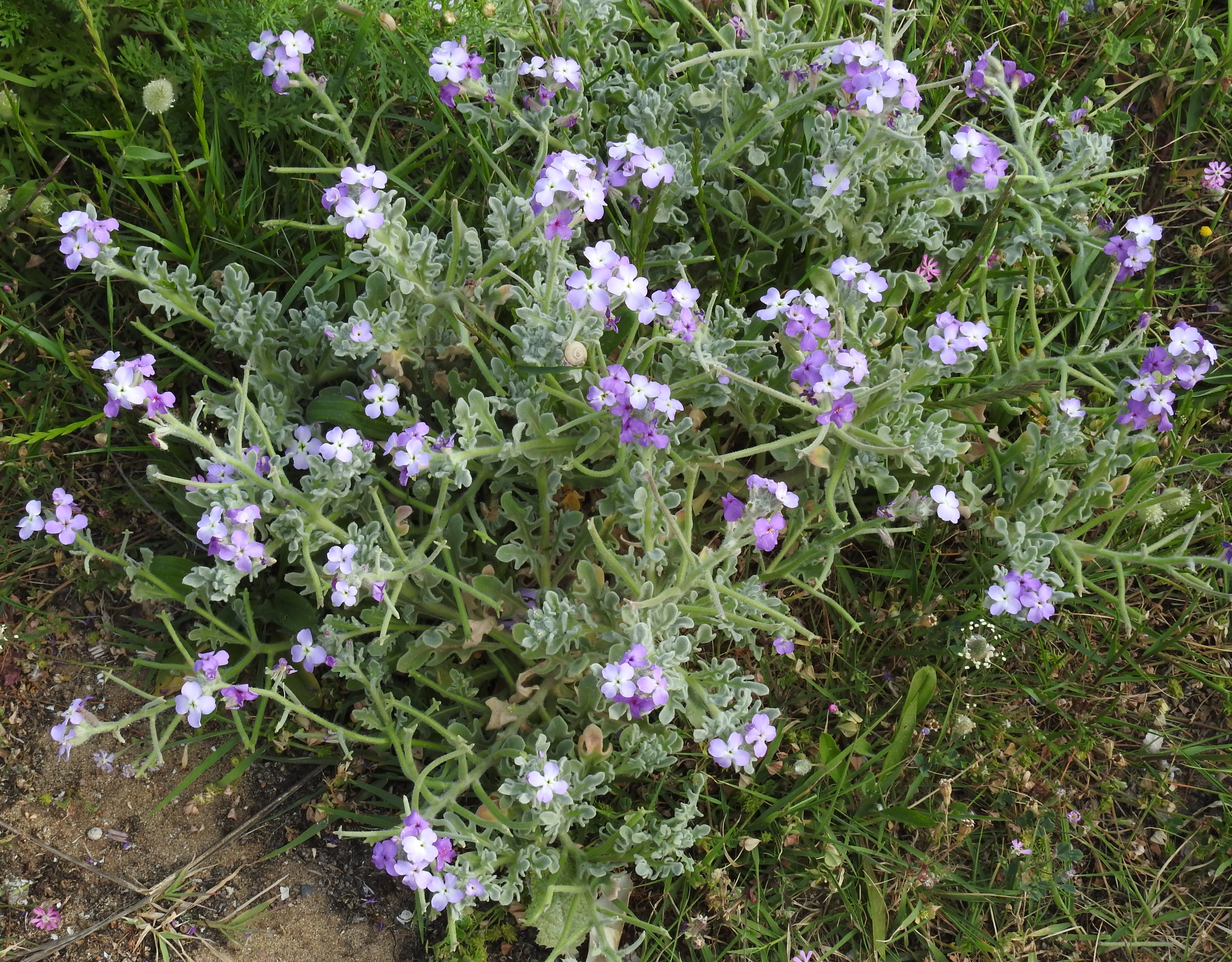
Habitus

### Vegetative Merkmale
Die Dreihörnige Levkoje ist eine einjährige krautige Pflanze, die Wuchshöhen von 10 bis 40 Zentimetern erreicht. Die oberirdischen Pflanzenteile sind wollig bis graufilzig behaart. Die einfachen Laubblätter sind buchtig gelappt oder grob gezähnt bis fiederteilig, ihre Blattlappen sind eiförmig mit gerundetem oberen Ende.

### Generative Merkmale
Die Blütezeit reicht von März bis Juli. Die Blüten befinden sich in einem Blütenstand. Die zwittrige Blüte ist vierzählig mit doppelter Blütenhülle. Die vier Kelchblätter sind 7 bis 11 Millimeter lang. Die vier Kronblätter sind 15 bis 22 Millimeter lang und hell-violett oder weiß.
Die Stiele der unteren Blüten werden bis zur Fruchtzeit 2 bis 5 Millimeter lang. Die sternhaarigen und abstehenden oder gebogenen Schoten sind bei einer Länge von 25 bis 100 Millimetern sowie bei einem Durchmesser von 2 bis 3 Millimetern linealisch, zylindrisch. Die Narbenlappen sind zu einem dritten Horn verwachsen. Alle drei kurzen Hörner sind bei einer Länge von 2 bis über 6 Millimetern dreieckig und spitzig.
Die Chromosomenzahl beträgt 2n = 14 oder 16.

## Vorkommen
Matthiola tricuspidata kommt in Marokko, Algerien, Tunesien, Spanien, auf den Balearen, auf Korsika, Sardinien, Sizilien, Malta, in Frankreich, Italien, Kroatien, Montenegro, Albanien, Griechenland, auf Kreta, auf Inseln der Ägäis, auf Zypern, in der Türkei und in Israel vor.
Sie gedeiht an Sandküsten.

## Taxonomie
Die Erstveröffentlichung erfolgte 1753 unter dem Namen (Basionym) Cheiranthus tricuspidatus durch Carl von Linné in Species Plantarum, 1. Auflage, Tomus II, Seite 663. Die Neukombination zu Matthiola tricuspidata (L.) W.T.Aiton wurde 1812 durch William Townsend Aiton in Hortus Kewensis; or, a Catalogue of the Plants Cultivated in the Royal Botanic Garden at Kew, 2. Auflage, Band 4, Seite 120 veröffentlicht. Ein Synonym für Matthiola tricuspidata (L.) W.T.Aiton ist Matthiola tricuspidata subsp. pseudoxyceras Jafri.